# Liga Europa da UEFA de 2022–23
A Liga Europa da UEFA de 2022–23 foi a 52.ª edição da Liga Europa da UEFA e a 14.ª com o formato e nome atual (anteriormente era chamada de Taça UEFA).
A final foi disputada na Puskás Aréna em Budapeste, na Hungria. Budapeste era, originalmente, programada para sediar a partida final da Liga Europa da UEFA de 2021–22, porém foi realocada devido à Pandemia do COVID-19. O vencedor da UEFA Europa League de 2022-23 se qualificou automaticamente para a fase de grupos da Liga dos Campeões da UEFA de 2023–24 e também tem o direito de jogar contra o vencedor da Liga dos Campeões da UEFA de 2022–23 na Supercopa da UEFA de 2023.
O Eintracht Frankfurt é o atual campeão, mas não pode defender o título pois se classificou no seu grupo na Liga dos Campeões da UEFA de 2022–23.

## Alocação da equipe de associação
Espera-se que um total de 57 equipas de 30 a 35 das 55 federações - membro da UEFA participem na UEFA Europa League de 2021–22. Dentre elas, 15 federações têm times diretamente qualificados para a Liga Europa, enquanto para as outras 40 associações que não possuem times diretamente qualificados, entre 15 e 20 delas podem ter times jogando após serem transferidos da Liga dos Campeões (o único membro a federação que não pode ter um participante é o Liechtenstein, que não organiza uma liga nacional e só pode inscrever o vencedor da taça na Liga Europa Conference devido à classificação da sua associação). A classificação da federação com base nos coeficientes da UEFA por país é usado para determinar o número de equipes participantes para cada associação:
- O atual campeão da Liga Conferência UEFA tem uma vaga na Liga Europa (se não estiver qualificada para a fase de grupos da Liga dos Campeões).
- As associações 1-5 têm cada uma duas equipes qualificadas.
- As associações 6-7 e 9-15 têm cada uma, uma equipes qualificada.
- Além disso, 37 equipes eliminadas da UEFA Champions League 2022–23 são transferidas para a Liga Europa.

### Classificação da associação
Para a UEFA Europa League 2022–23, as federações recebem lugares de acordo com os seus coeficientes de federações para a UEFA para 2021, que tem em consideração o seu desempenho nas competições europeias de 2016–17 a 2020–21.
Além da alocação com base nos coeficientes de associação, as associações podem ter equipes adicionais participando da Liga Europa, conforme observado abaixo:
- (UCL) – Vagas adicionais para os times que vieram da UEFA Champions League
- (UECL) – Vaga adicional para o atual campeão  da UEFA Conference League

| Pos. | Associações   | Coef.   | Equipes | Notas    |
| ---- | ------------- | ------- | ------- | -------- |
| 1    | Inglaterra    | 100.569 | 2       |          |
| 2    | Espanha       | 97.855  | 2       |          |
| 3    | Itália        | 75.438  | 2       |          |
| 4    | Alemanha      | 73.570  | 2       |          |
| 5    | França        | 56.081  | 2       | +1 (UCL) |
| 6    | Portugal      | 48.549  | 1       |          |
| 7    | Países Baixos | 39.200  | 1       | +1 (UCL) |
| 8    | Rússia        | 38.382  | 0       |          |
| 9    | Bélgica       | 36.500  | 1       | +1 (UCL) |
| 10   | Áustria       | 35.825  | 1       | +1 (UCL) |
| 11   | Escócia       | 33.375  | 1       |          |
| 12   | Ucrânia       | 33.100  | 1       | +1 (UCL) |
| 13   | Turquia       | 30.100  | 1       | +2 (UCL) |
| 14   | Dinamarca     | 27.875  | 1       | +1 (UCL) |
| 15   | Chipre        | 27.750  | 1       | +2 (UCL) |
| 16   | Sérvia        | 26.750  | 1       | +1 (UCL) |
| 17   | Chéquia       | 26.600  | 1       |          |
| 18   | Croácia       | 26.275  | 0       |          |
| 19   | Suíça         | 26.225  | 0       | +1 (UCL) |

| Pos. | Associações          | Coef.  | Equipes  | Notas    |
| ---- | -------------------- | ------ | -------- | -------- |
| 20   | Grécia               | 26.000 | 0        | +1 (UCL) |
| 21   | Israel               | 24.375 | 0        |          |
| 22   | Noruega              | 21.000 | 0        | +1 (UCL) |
| 23   | Suécia               | 20.500 | 0        | +1 (UCL) |
| 24   | Bulgária             | 20.375 | 0        | +1 (UCL) |
| 25   | Roménia              | 18.200 | 0        |          |
| 26   | Azerbaijão           | 16.875 | 0        | +1 (UCL) |
| 27   | Cazaquistão          | 15.625 | 0        |          |
| 28   | Hungria              | 15.500 | 0        | +1 (UCL) |
| 29   | Bielorrússia         | 15.250 | 0        |          |
| 30   | Polónia              | 15.125 | 0        |          |
| 31   | Eslovênia            | 14.250 | 0        | +1 (UCL) |
| 32   | Eslováquia           | 13.625 | 0        | +1 (UCL) |
| 33   | Liechtenstein        | 9.000  | 0        |          |
| 34   | Lituânia             | 8.750  | 0        | +1 (UCL) |
| 35   | Luxemburgo           | 8.250  | 0        | +1 (UCL) |
| 36   | Bósnia e Herzegovina | 8.000  | 0        |          |
| 37   | Irlanda              | 7.875  | 0        | +1 (UCL) |
| 38   | Macedônia do Norte   | 7.625  | +1 (UCL) |          |

| Pos. | Associações      | Coef. | Equipes | Notas    |
| ---- | ---------------- | ----- | ------- | -------- |
| 39   | Armênia          | 7.375 | 1       | +1 (UCL) |
| 40   | Letônia          | 7.375 | 1       |          |
| 41   | Albânia          | 7.250 | 1       |          |
| 42   | Irlanda do Norte | 6.958 | 1       | +1 (UCL) |
| 43   | Geórgia          | 6.875 | 1       |          |
| 44   | Finlândia        | 6.875 | 1       | +1 (UCL) |
| 45   | Moldávia         | 6.875 | 1       | +1 (UCL) |
| 46   | Malta            | 6.375 | 1       |          |
| 47   | Ilhas Feroé      | 6.125 | 1       |          |
| 48   | Kosovo           | 5.833 | 1       |          |
| 49   | Gibraltar        | 5.666 | 1       |          |
| 50   | Montenegro       | 5.000 | 1       |          |
| 51   | País de Gales    | 5.000 | 1       |          |
| 52   | Islândia         | 4.875 | 1       |          |
| 53   | Estónia          | 4.750 | 1       |          |
| 54   | Andorra          | 3.331 | 1       |          |
| 55   | San Marino       | 1.166 | 1       |          |

### Distribuição
A seguir está a lista de acesso padrão. Devido à suspensão da Rússia para a temporada de futebol europeia 2022-23, e como os atuais campeões da Liga Conferência (Roma) já estão qualificados para a fase de grupos, as seguintes alterações foram feitas: 
- O campeão da copa nacional da associação 7 (Países Baixos) entraram na fase de grupos ao invés de na Rodada de Play-off,
- O vencedores das copas nacionais das associação 13 (Turquia), 14 (Dinamarca) e 15 (Chipre) entraram na Rodada de Play-off ao invés de na Terceira pré-eliminatória.
- Os campeões das copas nacionais das associações 16 (Sérvia) e 17 (República Tcheca) entraram na Terceira pré-eliminatória ao invés da Liga Conferência.

|                                        |                                       | Equipes entrando nesta rodada | Equipes avançando da rodada anterior                                                                                             | Equipes transferidos da Liga dos Campeões |
| -------------------------------------- | ------------------------------------- | --- | --- | --- |
| Terceira pré-eliminatória (16 equipes) | Caminho dos Campeões (10 equipes)     | | | - 10 equipes eliminadas da segunda pré-eliminatória da Liga dos Campeões (Caminho dos Campeões) |
| Terceira pré-eliminatória (16 equipes) | Caminho da Liga (4 equipes)           | - 2 vencedores da copa nacional das associações de 16 e 17                                                                                          | | - 2 equipes eliminadas da segunda pré-eliminatória da Liga dos Campeões (Caminho da Liga) |
| Rodada Play-off (20 equipes)           | Rodada Play-off (20 equipes)          | - 7 vencedores da copa nacional das associações de 8 a 15 (exceto Rússia)                                                                           | - 5 vencedores da terceira pré-eliminatória (Caminho dos Campeões) - 2 vencedores da terceira pré-eliminatória (Caminho da Liga) | - 6 equipes eliminadas da terceira pré-eliminatória da Liga dos Campeões (Caminho dos Campeões) |
| Fase de grupos (32 equipes)            | Fase de grupos (32 equipes)           | - 7 vencedores da copa nacional das associações de 1 a 7 - 1 quarto classificado da associação 5 - 4 quintos classificados das associações de 1 a 4 | - 10 vencedores da rodada de Play-off                                                                                            | - 4 equipes eliminadas da rodada de Play-off da Liga dos Campeões (Caminho dos Campeões) - 2 equipes eliminadas da rodada de Play-off da Liga dos Campeões (Caminho da Liga) - 4 equipes eliminadas da terceira pré-eliminatória da Liga dos Campeões (Caminho da Liga) |
| Play-off para Fase Final (16 equipes)  | Play-off para Fase Final (16 equipes) | | - 8 segundos classificados da fase de grupos                                                                                     | - 8 equipes que terminaram em 3º lugar da fase de grupos da Liga dos Campeões |
| Fase Final (16 equipes)                | Fase Final (16 equipes)               | | - 8 vencedores da fase de grupos - 8 vencedores do Play-off                                                                      | |

#### Regras de redistribuição
Uma vaga na Liga Europa é desocupada quando uma equipe se qualifica para a Liga dos Campeões e a Liga Europa, ou se qualifica para a Liga Europa por mais de um método. Quando um lugar é desocupado, ele é redistribuído dentro da associação nacional pelas seguintes regras:
- Quando os vencedores das copas nacionais (considerados como os classificados com "melhor classificação" na federação nacional com a última ronda inicial) também se qualificam para a Liga dos Campeões, o seu lugar na Liga Europa fica vago. Como resultado, a equipa com melhor classificação na liga que ainda não se classificou para as competições europeias qualifica-se para a Liga Europa, com as eliminatórias da Liga Europa que terminarem acima deles na liga subiram uma "posição".
- Quando os vencedores da copa nacional também se classificam para a Liga Europa por meio da posição na liga, seu lugar na liga é vago. Como resultado, a equipe mais bem colocada na liga que ainda não se classificou para as competições europeias se classifica para a Liga Europa, com as eliminatórias da Liga Europa que terminam acima deles na liga subindo um "lugar" se possível.
- Para as federações em que uma vaga na Liga Europa é reservada para a Copa da Liga ou para os vencedores dos play-offs das competições europeias de fim de temporada, elas sempre se classificam para a Liga Europa como as classificatórias de "pior colocação". Se os vencedores da Taça da Liga já se classificaram para as competições europeias através de outros métodos, este lugar reservado na Liga Europa é ocupado pela equipa mais bem colocada da liga que ainda não se classificou para as competições europeias.

### Equipes
Os rótulos entre parênteses mostram como cada equipe se classificou para o local de sua rodada inicial:
- ECL: Vencedor da Liga Conferência Europa da UEFA de 2021–22
- CW: Vencedores da Copa Nacional
- 4, 5, etc.: Posições da liga da temporada anterior
- Abd-: Posições da liga de temporadas abandonadas, assim como determinado pela associação nacional; todos os times estão sobre aprovação da UEFA
- UCL: Transferido da Liga dos Campeões da UEFA de 2022–23
  - GS: Terceiros colocados da fase de grupos
  - CH/LP PO: Derrotados da fase de play-off (Caminho dos Campeões/da Liga)
  - CH/LP Q3: Derrotados da terceira pré-eliminatória (Caminho dos Campeões/da Liga)
  - CH/LP Q2: Derrotados da segunda pré-eliminatória (Caminho dos Campeões/da Liga)

A terceira pré-eliminatória está dividida em Caminho dos Campeões (CH) e Caminho da Liga (MP).
| Entrada na rodada         | Entrada na rodada | Equipes                          | Equipes                      | Equipes                      | Equipes                      |
| ------------------------- | ----------------- | -------------------------------- | ---------------------------- | ---------------------------- | ---------------------------- |
| Fase final                | Fase final        | Ajax (UCL GS)                    | Bayer Leverkusen (UCL GS)    | Barcelona (UCL GS)           | Sporting (UCL GS)            |
| Fase final                | Fase final        | Red Bull Salzburgo (UCL GS)      | Shakhtar Donetsk (UCL GS)    | Sevilla (UCL GS)             | Juventus (UCL GS)            |
|                           |                   |                                  |                              |                              |                              |
| Fase de Grupos            | Fase de Grupos    | Roma (6º)(ECL)                   | Arsenal (5º)                 | Manchester United (6º)       | Real Betis (CW)              |
| Fase de Grupos            | Fase de Grupos    | Real Sociedad (6º)               | Lazio (5º)                   | Union Berlin (5º)            | Freiburg (6º)                |
| Fase de Grupos            | Fase de Grupos    | Nantes (CW)                      | Rennes (4º)                  | Braga (4º)                   | Feyenoord (3º)               |
| Fase de Grupos            | Fase de Grupos    | Trabzonspor (UCL CH PO)          | Estrela Vermelha (UCL CH PO) | Bodø/Glimt (UCL CH PO)       | Qarabağ (UCL CH PO)          |
| Fase de Grupos            | Fase de Grupos    | PSV Eindhoven (UCL LP PO)        | Dínamo de Kiev (UCL LP PO)   | Mónaco (UCL LP PO)           | Sturm Graz (UCL LP Q3)       |
| Fase de Grupos            | Fase de Grupos    | Union Saint-Gilloise (UCL LP Q3) | Midtjylland (UCL LP Q3)      |                              |                              |
|                           |                   |                                  |                              |                              |                              |
| Play-off                  | Play-off          | Gent (CW)                        | Austria Wien (3º)            | Heart of Midlothian (3º)     | Dnipro-1 (Abd-3º)            |
| Play-off                  | Play-off          | Sivasspor (CW)                   | Silkeborg (3º)               | Omonia (CW)                  | Apollon Limassol (UCL CH Q3) |
| Play-off                  | Play-off          | Ludogorets (UCL CH Q3)           | Ferencváros (UCL CH Q3)      | Žalgiris Vilnius (UCL CH Q3) | Pyunik (UCL CH Q3)           |
| Play-off                  | Play-off          | Sheriff Tiraspol (UCL CH Q3)     |                              |                              |                              |
|                           |                   |                                  |                              |                              |                              |
| Terceira pré-eliminatória | CH                | Zürich (UCL CH Q2)               | Olympiacos (UCL CH Q2)       | Malmö (UCL CH Q2)            | Maribor (UCL CH Q2)          |
| Terceira pré-eliminatória | CH                | Slovan Bratislava (UCL CH Q2)    | F91 Dudelange (UCL CH Q2)    | Shamrock Rovers (UCL CH Q2)  | Shkupi (UCL CH Q2)           |
| Terceira pré-eliminatória | CH                | Linfield (UCL CH Q2)             | HJK (UCL CH Q2)              |                              |                              |
| Terceira pré-eliminatória | MP                | Partizan (2º)                    | Slovácko (CW)                | Fenerbahçe (UCL LP Q2)       | AEK Larnaca (UCL LP Q2)      |

## Calendário
Os jogos serão disputados nas quintas-feiras (excluindo a final que irá ser disputada en uma quarta-feira), embora excepcionalmente possam ocorrer às terças ou quartas-feiras devido a conflitos de agenda. Os horários de início programados são 18h45 e 21h UTC+1/UTC+0, podendo ocorrer excepcionalmente às 16h30 por razões geográficas.
Como a Copa do Mundo 2022 será no Catar durante os dias 20 de novembro e 18 de dezembro de 2022, a fase de grupos irá começar na primeira semana de setembro e será concluída na primeira semana de novembro para não interferir na Copa do Mundo.
Todos os sorteios das fases qualificatórias serão realizados na sede da UEFA em Nyon, Suíça, exceto o sorteio da fase de grupos, que será em Istambul, Turquia.
| Fase           | Rodada                        | Data do sorteio        | Partida de ida                                | Partida de volta                              |
| -------------- | ----------------------------- | ---------------------- | --------------------------------------------- | --------------------------------------------- |
| Qualificação   | Terceira pré-eliminatória     | 18 de julho de 2022    | 4 de agosto de2022                            | 11 de agosto de2022                           |
| Play-offs      | Rodada de Play-off            | 2 de agosto de 2022    | 18 de agosto de2022                           | 25 de agosto de2022                           |
| Fase de Grupos | Primeira rodada               | 26 de agosto de 2022   | 8 de setembro de 2022                         | 8 de setembro de 2022                         |
| Fase de Grupos | Segunda rodada                | 26 de agosto de 2022   | 15 de setembro de 2022                        | 15 de setembro de 2022                        |
| Fase de Grupos | Terceira rodada               | 26 de agosto de 2022   | 6 de outubro de2022                           | 6 de outubro de2022                           |
| Fase de Grupos | Quarta rodada                 | 26 de agosto de 2022   | 13 de outubro de 2022                         | 13 de outubro de 2022                         |
| Fase de Grupos | Quinta rodada                 | 26 de agosto de 2022   | 27 de outubro de 2022                         | 27 de outubro de 2022                         |
| Fase de Grupos | Sexta rodada                  | 26 de agosto de 2022   | 3 de novembro de 2022                         | 3 de novembro de 2022                         |
| Fase final     | Play-off da fase eliminatória | 7 de novembro de 2022  | 16 de fevereiro de 2023                       | 23 de fevereiro de 2023                       |
| Fase final     | Oitavas de final              | 24 de fevereiro de2023 | 9 de março de 2023                            | 16 de março de 2023                           |
| Fase final     | Quartas de final              | 17 de março de 2023    | 13 de abril de 2023                           | 20 de abril de 2023                           |
| Fase final     | Semi-final                    | 17 de março de 2023    | 11 de maio de 2023                            | 18 de maio de 2023                            |
| Fase final     | Final                         | 17 de março de 2023    | 31 de maio de 2023 na Puskás Aréna, Budapeste | 31 de maio de 2023 na Puskás Aréna, Budapeste |

## Fase de qualificação

### Terceira pré-eliminatória
Participam um total de 14 equipas na terceira pré-eliminatória, que foram divididos em dois caminhos:
- Caminho dos Campeões (10 equipas): 10 eliminadas na segunda pré-eliminatória da Liga dos Campeões da UEFA de 2022–23 (Caminho dos Campeões).
- Caminho da Liga (4 equipes): 2 equipas que entraram nesta fase e 2 eliminadas na segunda pré-eliminatória da Liga dos Campeões da UEFA de 2022–23 (Caminho da Liga).

O sorteio dessa fase foi realizado no dia 18 de julho de 2022. As partidas serão disputadas disputadas em 4 a 11 de agosto de 2022.
| Equipe 1        | Total       | Equipe 2          | 1.º jogo | 2.º jogo |
| --------------- | ----------- | ----------------- | -------- | -------- |
| Malmö           | 5–2         | F91 Dudelange     | 3–0      | 2–2      |
| Shamrock Rovers | 5–2         | Shkupi            | 3–1      | 2–1      |
| Linfield        | 0–5         | Zürich            | 0–2      | 0–3      |
| Olympiacos      | 3–3 (4–3 p) | Slovan Bratislava | 1–1      | 2–2      |
| Maribor         | 0–3         | HJK               | 0–2      | 0–1      |

| Equipe 1    | Total | Equipe 2 | 1.º jogo | 2.º jogo |
| ----------- | ----- | -------- | -------- | -------- |
| AEK Larnaca | 4–3   | Partizan | 2–1      | 2–2      |
| Fenerbahçe  | 4–1   | Slovácko | 3–0      | 1–1      |

## Play-off
O sorteio para esta fase foi realizado em 2 de agosto de 2022. A primeira mão será disputada a 18 de agosto e a segunda mão a 25 de agosto de 2022.
As 20 equipes foram dividas em prioridades diferentes:
- Prioridade 1: as 6 equipes das associações mais bem colocadas no ranking que entraram nesse round;
- Prioridade 2: as 6 equipes eliminadas na terceira pré-eliminatória da Liga dos Campeões da UEFA de 2022–23 - Caminho dos Campeões
- Prioridade 3: as 5 equipas vencedoras da terceira pré-eliminatória da Liga Europa - Caminho dos Campeões
- Prioridade 4: as 2 equipas vencedoras da terceira pré-eliminatória da Liga Europa - Caminho da Liga, e a equipe remanescente que entrou nesse round.

O sorteio foi feito de acordo com as seguintes regras:
- 1) 3 equipes prioridade 1 são sorteadas contra 3 equipes prioridade 4.
- 2) As 3 restantes equipes prioridade 1 são sorteadas contra 3 equipes prioridade 3.
- 3) As 2 restantes equipes prioridade 3 são sorteadas contra 2 equipes prioridade 2.
- 4) As restantes equipas prioridade 2 são sorteadas entre si.

| Equipe 1         | Total       | Equipe 2            | 1.º jogo | 2.º jogo |
| ---------------- | ----------- | ------------------- | -------- | -------- |
| Dnipro-1         | 1–5         | AEK Larnaca         | 1–2      | 0–3      |
| Gent             | 0–4         | Omonia              | 0–2      | 0–2      |
| Austria Wien     | 1–6         | Fenerbahçe          | 0–2      | 1–4      |
| Zürich           | 3–1         | Heart of Midlothian | 2–1      | 1–0      |
| HJK              | 2–1         | Silkeborg           | 1–0      | 1–1      |
| Malmö            | 5–1         | Sivasspor           | 3–1      | 2–0      |
| Ferencváros      | 4–1         | Shamrock Rovers     | 4–0      | 0–1      |
| Apollon Limassol | 2–2 (1–3 p) | Olympiacos          | 1–1      | 1–1      |
| Pyunik           | 0–0 (2–3 p) | Sheriff Tiraspol    | 0–0      | 0–0      |
| Ludogorets       | 4–3         | Žalgiris Vilnius    | 1–0      | 3–3      |

## Fase de grupos
Lazio

 Roma

Na fase de grupos jogam 32 equipes: 12 equipes que entram nesta fase, os 10 vencedores do play-off, os 6 perdedores do play-off da Liga dos Campeões da UEFA de 2022–23 e os 4 perdedores do caminho da Liga da terceira pré-eliminatória da UEFA Champions League de 2022-23.
As 32 equipes serão divididas em oito grupos de quatro, com a restrição de que equipes da mesma associação não possam se enfrentar. 
Em cada grupo, as equipes jogam umas contra as outras em casa e fora. Os vencedores dos grupos avançam para as oitavas de final, os segundos classificados avançam para os play-off da fase eliminatória, onde se juntam aos oito terceiros classificados da fase de grupos da Liga dos Campeões da UEFA de 2022–23 e o terceiro do grupo avança para a Fase preliminar da fase eliminatória da Liga Conferência Europa da UEFA de 2022–23.
Bodø/Glimt, Nantes, Union Berlin e Union Saint-Gilloise jogarão pela primeira vez a fase de grupos da competição. Um total de 23 associações nacionais estão representadas nessa fase de grupos.

### Potes
O sorteio da fase de grupos será realizado no dia 26 de agosto de 2022, em Istambul, na Turquia.
| Pote 1            | Coef.   |
| ----------------- | ------- |
| Roma              | 100.000 |
| Manchester United | 105.000 |
| Arsenal           | 80.000  |
| Lazio             | 53.000  |
| Braga             | 46.000  |
| Estrela Vermelha  | 46.000  |
| Dínamo de Kiev    | 44.000  |
| Olympiacos        | 41.000  |

| Pote 2        | Coef.  |
| ------------- | ------ |
| Feyenoord     | 40.000 |
| Rennes        | 33.000 |
| PSV Eindhoven | 33.000 |
| Monaco        | 26.000 |
| Real Sociedad | 26.000 |
| Qarabağ       | 25.000 |
| Malmö         | 23.500 |
| Ludogorets    | 23.000 |

| Pote 3           | Coef.   |
| ---------------- | ------- |
| Sheriff Tiraspol | 22.500  |
| Betis            | 21.000  |
| Midtjylland      | 19.000  |
| FK Bodø/Glimt    | 17.000  |
| Ferencváros      | 15.500  |
| Union Berlin     | 15.042  |
| Freiburg         | 15.042' |
| Fenerbahçe       | 14.500  |

| Pote 4               | Coef.  |
| -------------------- | ------ |
| Nantes               | 12.016 |
| HJK                  | 8.500  |
| Sturm Graz           | 7.770  |
| AEK Larnaca          | 7.500  |
| Omonia               | 7.000  |
| Zürich               | 7.000  |
| Union Saint-Gilloise | 6.120  |
| Trabzonspor          | 5.500  |

### Grupos
Os vencedores dos grupos avançam para as oitavas de final, os segundos classificados avançam para os play-off da fase eliminatória, o terceiro do grupo avança para a Fase preliminar da fase eliminatória da Liga Conferência Europa da UEFA de 2022–23.

#### Grupo A
| Pos | Equipe        | Pts | J | V | E | D | GP | GC | SG  | Classificado                     |  | ARS | PSV | BOD | ZUR |
| --- | ------------- | --- | - | - | - | - | -- | -- | --- | -------------------------------- |  | --- | --- | --- | --- |
| 1   | Arsenal       | 15  | 6 | 5 | 0 | 1 | 8  | 3  | +5  | Classificado às oitavas de final |  | —   | 1–0 | 3–0 | 1–0 |
| 2   | PSV Eindhoven | 13  | 6 | 4 | 1 | 1 | 15 | 4  | +11 | Classificado aos Play-offs       |  | 2–0 | —   | 1–1 | 5–0 |
| 3   | FK Bodø/Glimt | 4   | 6 | 1 | 1 | 4 | 5  | 10 | −5  | Transferido à Liga Conferência   |  | 0–1 | 1–2 | —   | 2–1 |
| 4   | Zürich        | 3   | 6 | 1 | 0 | 5 | 5  | 16 | −11 | Eliminado                        |  | 1–2 | 1–5 | 2–1 | —   |

#### Grupo B
| Pos | Equipe         | Pts | J | V | E | D | GP | GC | SG | Classificado                     |  | FEN | REN | AEK | DKV |
| --- | -------------- | --- | - | - | - | - | -- | -- | -- | -------------------------------- |  | --- | --- | --- | --- |
| 1   | Fenerbahçe     | 14  | 6 | 4 | 2 | 0 | 13 | 7  | +6 | Classificado às oitavas de final |  | —   | 3–3 | 2–0 | 2–1 |
| 2   | Rennes         | 12  | 6 | 3 | 3 | 0 | 11 | 8  | +3 | Classificado aos Play-offs       |  | 2–2 | —   | 1–1 | 2–1 |
| 3   | AEK Larnaca    | 5   | 6 | 1 | 2 | 3 | 7  | 10 | −3 | Transferido à Liga Conferência   |  | 1–2 | 1–2 | —   | 3–3 |
| 4   | Dínamo de Kiev | 1   | 6 | 0 | 1 | 5 | 5  | 11 | −6 | Eliminado                        |  | 0–2 | 0–1 | 0–1 | —   |

#### Grupo C
| Pos | Equipe     | Pts | J | V | E | D | GP | GC | SG  | Classificado                     |  | BET | ROM | LUD | HJK |
| --- | ---------- | --- | - | - | - | - | -- | -- | --- | -------------------------------- |  | --- | --- | --- | --- |
| 1   | Betis      | 16  | 6 | 5 | 1 | 0 | 12 | 4  | +8  | Classificado às oitavas de final |  | —   | 1–1 | 3–2 | 3–0 |
| 2   | Roma       | 10  | 6 | 3 | 1 | 2 | 11 | 7  | +4  | Classificado aos Play-offs       |  | 1–2 | —   | 3–1 | 3–0 |
| 3   | Ludogorets | 7   | 6 | 2 | 1 | 3 | 8  | 9  | −1  | Transferido à Liga Conferência   |  | 0–1 | 2–1 | —   | 2–0 |
| 4   | HJK        | 1   | 6 | 0 | 1 | 5 | 2  | 13 | −11 | Eliminado                        |  | 0–2 | 1–2 | 1–1 | —   |

#### Grupo D
| Pos | Equipe               | Pts | J | V | E | D | GP | GC | SG | Classificado                     |  | USG | UBE | BRA | MAL |
| --- | -------------------- | --- | - | - | - | - | -- | -- | -- | -------------------------------- |  | --- | --- | --- | --- |
| 1   | Union Saint-Gilloise | 13  | 6 | 4 | 1 | 1 | 11 | 7  | +4 | Classificado às oitavas de final |  | —   | 0–1 | 3–3 | 3–2 |
| 2   | Union Berlin         | 12  | 6 | 4 | 0 | 2 | 4  | 2  | +2 | Classificado aos Play-offs       |  | 0–1 | —   | 1–0 | 1–0 |
| 3   | Braga                | 10  | 6 | 3 | 1 | 2 | 9  | 7  | +2 | Transferido à Liga Conferência   |  | 1–2 | 1–0 | —   | 2–1 |
| 4   | Malmö                | 0   | 6 | 0 | 0 | 6 | 3  | 11 | −8 | Eliminado                        |  | 0–2 | 0–1 | 0–2 | —   |

#### Grupo E
| Pos | Equipe            | Pts | J | V | E | D | GP | GC | SG | Classificado                     |  | RSO | MUN | SHE | OMO |
| --- | ----------------- | --- | - | - | - | - | -- | -- | -- | -------------------------------- |  | --- | --- | --- | --- |
| 1   | Real Sociedad     | 15  | 6 | 5 | 0 | 1 | 10 | 2  | +8 | Classificado às oitavas de final |  | —   | 0–1 | 3–0 | 2–1 |
| 2   | Manchester United | 15  | 6 | 5 | 0 | 1 | 10 | 3  | +7 | Classificado aos Play-offs       |  | 0–1 | —   | 3–0 | 1–0 |
| 3   | Sheriff Tiraspol  | 6   | 6 | 2 | 0 | 4 | 4  | 10 | −6 | Transferido à Liga Conferência   |  | 0–2 | 0–2 | —   | 1–0 |
| 4   | Omonia            | 0   | 6 | 0 | 0 | 6 | 3  | 12 | −9 | Eliminado                        |  | 0–2 | 2–3 | 0–3 | —   |

1. 1 2  Empatados no confronto direto. A diferença geral de gols é usada como desempate.

#### Grupo F
| Pos | Equipe      | Pts | J | V | E | D | GP | GC | SG | Classificado                     |  | FEY | MID | LAZ | STU |
| --- | ----------- | --- | - | - | - | - | -- | -- | -- | -------------------------------- |  | --- | --- | --- | --- |
| 1   | Feyenoord   | 8   | 6 | 2 | 2 | 2 | 13 | 9  | +4 | Classificado às oitavas de final |  | —   | 2–2 | 1–0 | 6–0 |
| 2   | Midtjylland | 8   | 6 | 2 | 2 | 2 | 12 | 8  | +4 | Classificado aos Play-offs       |  | 2–2 | —   | 5–1 | 2–0 |
| 3   | Lazio       | 8   | 6 | 2 | 2 | 2 | 9  | 11 | −2 | Transferido à Liga Conferência   |  | 4–2 | 2–1 | —   | 2–2 |
| 4   | Sturm Graz  | 8   | 6 | 2 | 2 | 2 | 4  | 10 | −6 | Eliminado                        |  | 1–0 | 1–0 | 0–0 | —   |

1. 1 2 3 4  Empatados no confronto direto. A diferença geral de gols é usada como desempate. Entre Feyenoord e Midtjylland, o total de gols marcados é usado como desempate.

#### Grupo G
| Pos | Equipe     | Pts | J | V | E | D | GP | GC | SG  | Classificado                     |  | FRE | NAN | QRB | OLY |
| --- | ---------- | --- | - | - | - | - | -- | -- | --- | -------------------------------- |  | --- | --- | --- | --- |
| 1   | Freiburg   | 14  | 6 | 4 | 2 | 0 | 13 | 3  | +10 | Classificado às oitavas de final |  | —   | 2–0 | 2–1 | 1–1 |
| 2   | Nantes     | 9   | 6 | 3 | 0 | 3 | 6  | 11 | −5  | Classificado aos Play-offs       |  | 0–4 | —   | 2–1 | 2–1 |
| 3   | Qarabağ    | 8   | 6 | 2 | 2 | 2 | 9  | 5  | +4  | Transferido à Liga Conferência   |  | 1–1 | 3–0 | —   | 0–0 |
| 4   | Olympiacos | 2   | 6 | 0 | 2 | 4 | 2  | 11 | −9  | Eliminado                        |  | 0–3 | 0–2 | 0–3 | —   |

#### Grupo H
| Pos | Equipe           | Pts | J | V | E | D | GP | GC | SG | Classificado                     |  | FER | MON | TRA | ZVE |
| --- | ---------------- | --- | - | - | - | - | -- | -- | -- | -------------------------------- |  | --- | --- | --- | --- |
| 1   | Ferencváros      | 10  | 6 | 3 | 1 | 2 | 8  | 9  | −1 | Classificado às oitavas de final |  | —   | 1–1 | 3–2 | 2–1 |
| 2   | Monaco           | 10  | 6 | 3 | 1 | 2 | 9  | 8  | +1 | Classificado aos Play-offs       |  | 0–1 | —   | 3–1 | 4–1 |
| 3   | Trabzonspor      | 9   | 6 | 3 | 0 | 3 | 11 | 9  | +2 | Transferido à Liga Conferência   |  | 1–0 | 4–0 | —   | 2–1 |
| 4   | Estrela Vermelha | 6   | 6 | 2 | 0 | 4 | 9  | 11 | −2 | Eliminado                        |  | 4–1 | 0–1 | 2–1 | —   |

1. 1 2  Pontos de confronto direto: Ferencváros 4, Monaco 1.

## Fase Final

### Equipes classificadas
| Grupo | Líderes de grupo (Oitavas de Final) | Vice-líderes de grupo (Play-offs) | 3º lugar dos grupos da Liga dos Campeões (Play-offs) |
| ----- | ----------------------------------- | --------------------------------- | ---------------------------------------------------- |
| A     | Arsenal                             | PSV Eindhoven                     | Ajax                                                 |
| B     | Fenerbahçe                          | Rennes                            | Bayer Leverkusen                                     |
| C     | Betis                               | Roma                              | Barcelona                                            |
| D     | Union Saint-Gilloise                | Union Berlin                      | Sporting                                             |
| E     | Real Sociedad                       | Manchester United                 | Red Bull Salzburg                                    |
| F     | Feyenoord                           | Midtjylland                       | Shakhtar Donetsk                                     |
| G     | Freiburg                            | Nantes                            | Sevilla                                              |
| H     | Ferencváros                         | Monaco                            | Juventus                                             |

### Play-offs
| Equipe 1          | Total       | Equipe 2          | 1.º jogo | 2.º jogo |
| ----------------- | ----------- | ----------------- | -------- | -------- |
| Barcelona         | 3–4         | Manchester United | 2–2      | 1–2      |
| Juventus          | 4–1         | Nantes            | 1–1      | 3–0      |
| Sporting          | 5–1         | Midtjylland       | 1–1      | 4–0      |
| Shakhtar Donetsk  | 3–3 (5-4 p) | Rennes            | 2–1      | 1–2      |
| Ajax              | 1–3         | Union Berlin      | 0–0      | 1–3      |
| Bayer Leverkusen  | 5–5 (5–3 p) | Monaco            | 2–3      | 3–2      |
| Sevilla           | 3–2         | PSV Eindhoven     | 3–0      | 0–2      |
| Red Bull Salzburg | 1–2         | Roma              | 1–0      | 0–2      |

### Esquema
|  | Oitavas de final     | Oitavas de final     | Oitavas de final | Oitavas de final |   |                   | Quartas de final | Quartas de final | Quartas de final | Quartas de final |  |          | Semifinais      | Semifinais      | Semifinais      | Semifinais      |         |       | Final      | Final      |
|  | 9 a 16 de março      | 9 a 16 de março      | 9 a 16 de março  | 9 a 16 de março  |   |                   | 13 a 20 de abril | 13 a 20 de abril | 13 a 20 de abril | 13 a 20 de abril |  |          | 11 a 18 de maio | 11 a 18 de maio | 11 a 18 de maio | 11 a 18 de maio |         |       | 31 de maio | 31 de maio |
|  |                      |                      |                  |                  |   |                   |                  |                  |                  |                  |  |          |                 |                 |                 |                 |         |       |            |            |
|  | Juventus             | 1                    | 2                | 3                |   |                   |                  |                  |                  |                  |  |          |                 |                 |                 |                 |         |       |            |            |
|  | Freiburg             | 0                    | 0                | 0                |   |                   |                  |                  |                  |                  |  |          |                 |                 |                 |                 |         |       |            |            |
|  | Freiburg             | 0                    | 0                | 0                |   | Juventus          | 1                | 1                | 2                |                  |  |          |                 |                 |                 |                 |         |       |            |            |
|  |                      |                      |                  |                  |   | Juventus          | 1                | 1                | 2                |                  |  |          |                 |                 |                 |                 |         |       |            |            |
|  |                      | Sporting             | 0                | 1                | 1 |                   |                  |                  |                  |                  |  |          |                 |                 |                 |                 |         |       |            |            |
|  | Sporting             | Sporting             | 0                | 1                | 1 | 2                 | 1                | 3 (5)            |                  |                  |  |          |                 |                 |                 |                 |         |       |            |            |
|  | Sporting             |                      |                  |                  |   | 2                 | 1                | 3 (5)            |                  |                  |  |          |                 |                 |                 |                 |         |       |            |            |
|  | Arsenal              | 2                    | 1                | 3 (3)            |   |                   |                  |                  |                  |                  |  |          |                 |                 |                 |                 |         |       |            |            |
|  | Arsenal              | 2                    | 1                | 3 (3)            |   |                   |                  |                  |                  |                  |  | Juventus | 1               | 1               | 2               |                 |         |       |            |            |
|  |                      |                      |                  |                  |   |                   |                  |                  |                  |                  |  | Juventus | 1               | 1               | 2               |                 |         |       |            |            |
|  |                      | Sevilla              | 1                | 2                | 3 |                   |                  |                  |                  |                  |  |          |                 |                 |                 |                 |         |       |            |            |
|  | Manchester United    | Sevilla              | 1                | 2                | 3 | 4                 | 1                | 5                |                  |                  |  |          |                 |                 |                 |                 |         |       |            |            |
|  | Manchester United    |                      |                  |                  |   | 4                 | 1                | 5                |                  |                  |  |          |                 |                 |                 |                 |         |       |            |            |
|  | Betis                | 1                    | 0                | 1                |   |                   |                  |                  |                  |                  |  |          |                 |                 |                 |                 |         |       |            |            |
|  | Betis                | 1                    | 0                | 1                |   | Manchester United | 2                | 0                | 2                |                  |  |          |                 |                 |                 |                 |         |       |            |            |
|  |                      |                      |                  |                  |   | Manchester United | 2                | 0                | 2                |                  |  |          |                 |                 |                 |                 |         |       |            |            |
|  |                      | Sevilla              | 2                | 3                | 5 |                   |                  |                  |                  |                  |  |          |                 |                 |                 |                 |         |       |            |            |
|  | Sevilla              | Sevilla              | 2                | 3                | 5 | 2                 | 0                | 2                |                  |                  |  |          |                 |                 |                 |                 |         |       |            |            |
|  | Sevilla              |                      |                  |                  |   | 2                 | 0                | 2                |                  |                  |  |          |                 |                 |                 |                 |         |       |            |            |
|  | Fenerbahçe           | 0                    | 1                | 1                |   |                   |                  |                  |                  |                  |  |          |                 |                 |                 |                 |         |       |            |            |
|  | Fenerbahçe           | 0                    | 1                | 1                |   |                   |                  |                  |                  |                  |  |          |                 |                 |                 |                 | Sevilla | 1 (4) |            |            |
|  |                      |                      |                  |                  |   |                   |                  |                  |                  |                  |  |          |                 |                 |                 |                 |         | 1 (4) |            |            |
|  |                      | Roma                 | 1 (1)            |                  |   |                   |                  |                  |                  |                  |  |          |                 |                 |                 |                 |         |       |            |            |
|  | Shakhtar Donetsk     | Roma                 | 1 (1)            | 1                | 1 | 2                 |                  |                  |                  |                  |  |          |                 |                 |                 |                 |         |       |            |            |
|  | Shakhtar Donetsk     |                      |                  | 1                | 1 | 2                 |                  |                  |                  |                  |  |          |                 |                 |                 |                 |         |       |            |            |
|  | Feyenoord            | 1                    | 7                | 8                |   |                   |                  |                  |                  |                  |  |          |                 |                 |                 |                 |         |       |            |            |
|  | Feyenoord            | 1                    | 7                | 8                |   | Feyenoord         | 1                | 1                | 2                |                  |  |          |                 |                 |                 |                 |         |       |            |            |
|  |                      |                      |                  |                  |   | Feyenoord         | 1                | 1                | 2                |                  |  |          |                 |                 |                 |                 |         |       |            |            |
|  |                      | Roma                 | 0                | 4                | 4 |                   |                  |                  |                  |                  |  |          |                 |                 |                 |                 |         |       |            |            |
|  | Roma                 | Roma                 | 0                | 4                | 4 | 2                 | 0                | 2                |                  |                  |  |          |                 |                 |                 |                 |         |       |            |            |
|  | Roma                 |                      |                  |                  |   | 2                 | 0                | 2                |                  |                  |  |          |                 |                 |                 |                 |         |       |            |            |
|  | Real Sociedad        | 0                    | 0                | 0                |   |                   |                  |                  |                  |                  |  |          |                 |                 |                 |                 |         |       |            |            |
|  | Real Sociedad        | 0                    | 0                | 0                |   |                   |                  |                  |                  |                  |  | Roma     | 1               | 0               | 1               |                 |         |       |            |            |
|  |                      |                      |                  |                  |   |                   |                  |                  |                  |                  |  | Roma     | 1               | 0               | 1               |                 |         |       |            |            |
|  |                      | Bayer Leverkusen     | 0                | 0                | 0 |                   |                  |                  |                  |                  |  |          |                 |                 |                 |                 |         |       |            |            |
|  | Bayer Leverkusen     | Bayer Leverkusen     | 0                | 0                | 0 | 2                 | 2                | 4                |                  |                  |  |          |                 |                 |                 |                 |         |       |            |            |
|  | Bayer Leverkusen     |                      |                  |                  |   | 2                 | 2                | 4                |                  |                  |  |          |                 |                 |                 |                 |         |       |            |            |
|  | Ferencváros          | 0                    | 0                | 0                |   |                   |                  |                  |                  |                  |  |          |                 |                 |                 |                 |         |       |            |            |
|  | Ferencváros          | 0                    | 0                | 0                |   | Bayer Leverkusen  | 1                | 4                | 5                |                  |  |          |                 |                 |                 |                 |         |       |            |            |
|  |                      |                      |                  |                  |   | Bayer Leverkusen  | 1                | 4                | 5                |                  |  |          |                 |                 |                 |                 |         |       |            |            |
|  |                      | Union Saint-Gilloise | 1                | 1                | 2 |                   |                  |                  |                  |                  |  |          |                 |                 |                 |                 |         |       |            |            |
|  | Union Berlin         | Union Saint-Gilloise | 1                | 1                | 2 | 3                 | 0                | 3                |                  |                  |  |          |                 |                 |                 |                 |         |       |            |            |
|  | Union Berlin         |                      |                  |                  |   | 3                 | 0                | 3                |                  |                  |  |          |                 |                 |                 |                 |         |       |            |            |
|  | Union Saint-Gilloise | 3                    | 3                | 6                |   |                   |                  |                  |                  |                  |  |          |                 |                 |                 |                 |         |       |            |            |

### Oitavas de final
| Equipe 1          | Total       | Equipe 2             | 1.º jogo | 2.º jogo |
| ----------------- | ----------- | -------------------- | -------- | -------- |
| Union Berlin      | 3–6         | Union Saint-Gilloise | 3−3      | 0–3      |
| Sevilla           | 2–1         | Fenerbahçe           | 2−0      | 0–1      |
| Juventus          | 3–0         | Freiburg             | 1−0      | 2–0      |
| Bayer Leverkusen  | 4–0         | Ferencváros          | 2−0      | 2–0      |
| Sporting          | 3–3 (5–4 p) | Arsenal              | 2−2      | 1–1      |
| Manchester United | 5–1         | Betis                | 4−1      | 1–0      |
| Roma              | 2–0         | Real Sociedad        | 2−0      | 0–0      |
| Shakhtar Donetsk  | 2–8         | Feyenoord            | 1−1      | 1–7      |

### Quartas de Final
| Equipe 1          | Total     | Equipe 2             | 1.º jogo | 2.º jogo |
| ----------------- | --------- | -------------------- | -------- | -------- |
| Manchester United | 2–5       | Sevilla              | 2−2      | 0–3      |
| Juventus          | 2−1       | Sporting             | 1−0      | 1–1      |
| Feyenoord         | 2–4 (pro) | Roma                 | 1−0      | 1–4      |
| Bayer Leverkusen  | 5–2       | Union Saint-Gilloise | 1−1      | 4–1      |

### Semifinal
| Equipe 1 | Total | Equipe 2         | 1.º jogo | 2.º jogo |
| -------- | ----- | ---------------- | -------- | -------- |
| Juventus | 2–3   | Sevilla          | 1–1      | 1–2      |
| Roma     | 1–0   | Bayer Leverkusen | 1–0      | 0–0      |

### Final
A final foi disputada em 31 de maio de 2023 na Puskás Arena, em Budapeste . Foi realizado um sorteio a 17 de março de 2023, após os sorteios dos quartos-de-final e das meias-finais, para determinar a equipa "da casa" para efeitos administrativos. 
| 31 de maio de 2023 | Sevilla              | 1 – 1     | Roma             | Puskás Aréna, Budapeste                     |
| 21:00 (UTC+2)      | Gianluca Mancini 55' | Relatório | Paulo Dybala 35' | Público: 61 476 Árbitro: ENG Anthony Taylor |

|                                                        |       | Penalidades                                   |  |
| Lucas Ocampos Erik Lamela Ivan Rakitić Gonzalo Montiel | 4 – 1 | Bryan Cristante Gianluca Mancini Roger Ibañez |  |